# 穗菝葜

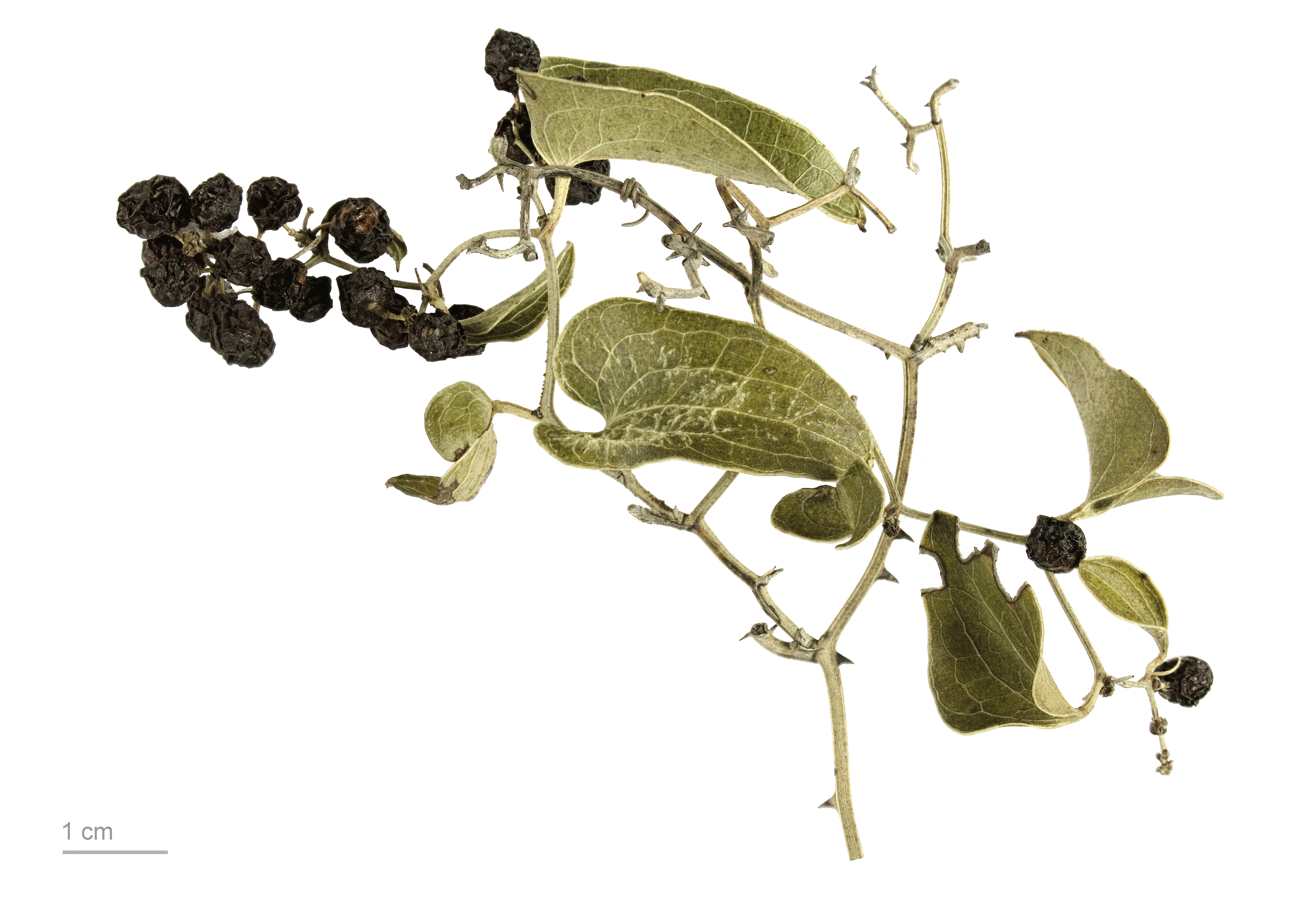
Smilax aspera

穗菝葜（学名：Smilax aspera）为百合科菝葜属下的一个种。

## 扩展阅读
- 維基物種上的相關：穗菝葜